# Santuario di Santa Lucia al Sepolcro

Il Seppellimento di Santa Lucia di Caravaggio, esposto sull'altare del santuario

Il santuario di Santa Lucia al sepolcro è un santuario eretto sul luogo in cui la santa siracusana fu martirizzata nel 304, durante la grande persecuzione voluta dall'imperatore romano Diocleziano.
La chiesa, il convento dei frati minori francescani e il vicino sepolcro della Santa, presso il quartiere Santa Lucia della città, erano definiti extra moenia poiché isolati rispetto alla restante parte di Siracusa. Proprio per questo era conosciuta anche come chiesa di Santa Lucia fuori le mura.

## La chiesa
La chiesa, fu costruita intorno al 1100 dai normanni e dell'impianto normanno a pianta basilicale, chiusa da absidi, si conservano la facciata, il portale con i caratteristici capitelli e i primi due ordini della torre campanaria, le absidi. Successive aggiunte e rimaneggiamenti ne hanno modificato l'aspetto a cominciare dal XIV secolo, epoca a cui e fatto risalire il rosone della facciata. Altri interventi si ebbero nel corso del '600, forse ad opera di Giovanni Vermexio, che costruì poco dopo la vicina chiesa del Sepolcro (1629), pur non risultandone documentazione certa.
Nel 1625 lo scrittore e viaggiatore Pietro Della Valle, di ritorno da suo viaggio in oriente descrive così la chiesa:
(Pietro Della Valle)
Nel 1693 il terremoto creò parecchi danni subiti, determinando necessari interventi di ricostruzione, con l'aggiunta verso la piazza e sul prospetto, del portico (1723-34) attribuito a Pompeo Picherali (crollato nel 1970 e poi ricostruito) al quale si deve pure l'ultimo ordine della torre del 1740.
L'interno mostra i rifacimenti di età aragonese, ai quali va ascritto il soffitto ligneo a travature dipinte (XIV secolo), restaurato nel 1940, e i rifacimenti operati nei primi decenni del Seicento, a partire dal 1626, quando alle colonne si sostituiscono i pilastri e furono aggiunte le cantorie stilisticamente attribuibili a Giovanni Vermexio. I restauri attuati in età moderna hanno poi liberato il tempio da molte sovrastrutture del XVIII e XIX secolo, riconducendolo al primitivo nitore.
Posta presso il pilastro destro del presbiterio, vi è la colonna del martirio della Santa, un motivo che si ripete anche nella decorazione della chiesa.
Il 13 dicembre 2018, ricorrendo i 400 anni della custodia del luogo del martirio e della sepoltura di Santa Lucia da parte dei frati minori, l'arcivescovo di Siracusa, Salvatore Pappalardo, ha eretto la chiesa a santuario diocesano.
Il 1º settembre 2024 il santuario e l'attiguo sepolcro sono stati visitati dall'allora cardinale Robert Francis Prevost, O.S.A., oggi papa Leone XIV.

### Il Seppellimento di Santa Lucia
Dietro l'altare è collocata la grande tela del Seppellimento di Santa Lucia, opera dipinta nel 1608 dal Caravaggio, nel suo soggiorno siracusano. Per molti anni la tela è stata custodita presso la chiesa di Santa Lucia alla Badia, fino al ritorno della stessa nel suo luogo di origine il 6 dicembre 2020.

## Il sepolcro

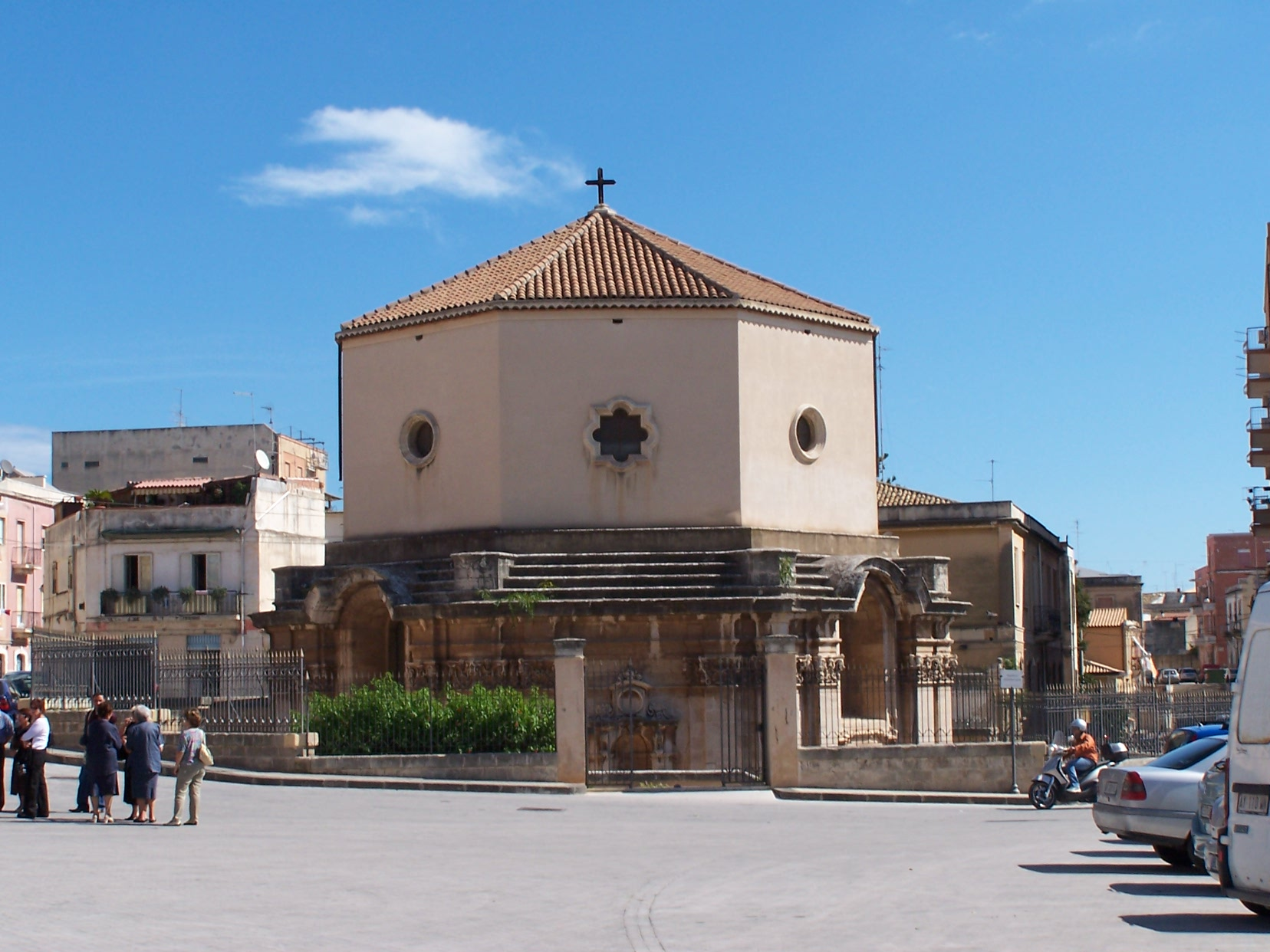
Il sepolcro di Santa Lucia.

Nella speranza di poter collocare le spoglie di santa Lucia in un luogo degno della sua santità, si trassero nel XVII secolo dei proventi da una delle gabelle più cospicue del tempo con cui si avviarono i lavori del tempietto ottagonale seminterrato, di cui fu incaricato l'architetto Giovanni Vermexio. Lo spazio fu ricavato dall'abbattimento di una antica chiesa intitolata a Sant'Agata. La costruzione fu però interrotta quando sembrò alle massime autorità militari, nella persona del duca di Albuquerque, che l'edificio potesse rappresentare, nell'ottica della cittadella militare, la possibile sede di postazioni di artiglieria in caso di assedio.
All'interruzione seguirono prescrizioni precise che determinarono la riduzione dell'opera e l'attuale assetto del tempio. Esso presenta un ritmo di contropilastri coronati da capitelli corinzi arricchiti da esuberante decorazione a conchiglie e mascheroni, interrotto da superfici piane che accolgono in modo alterno il corpo delle nicchie e lo slancio dei vani d'ingresso. Il coronamento è rappresentato dalla "cuboletta" prescritta "militari manu". 

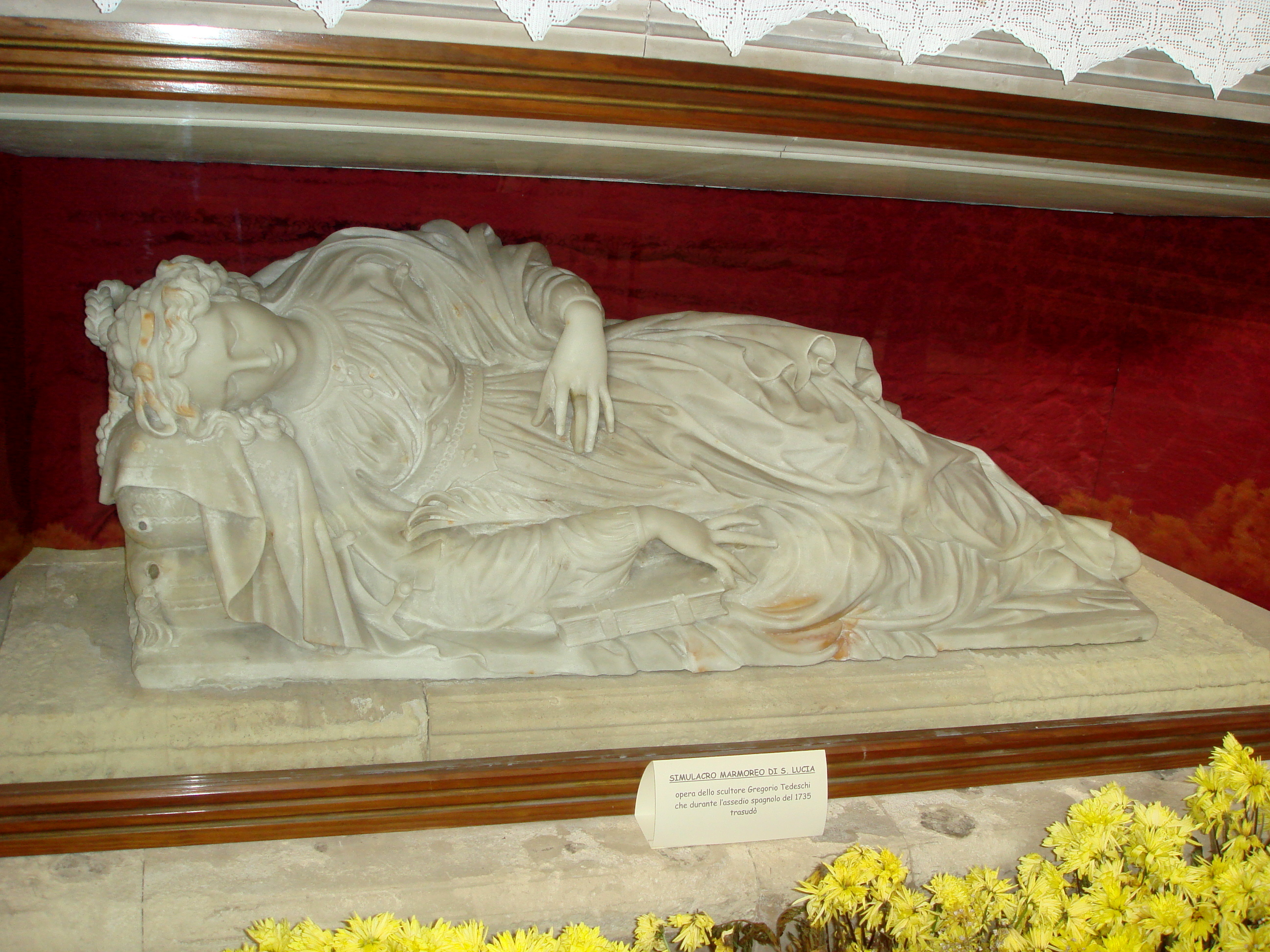
La statua di Gregorio Tedeschi del 1634 che, secondo la leggenda popolare, trasudò miracolosamente durante un'invasione spagnola nel 1735.

L'interno, ricoperto a cupola, presenta un unico altare in corrispondenza del loculo sepolcrale, ed accoglie la statua di santa Lucia giacente, scolpita da Gregorio Tedeschi (1634).
Anche questa statua durante l'assedio spagnolo della città nel 1734-35, secondo una leggenda tradizionale, avrebbe avuto una sudorazione miracolosa, "quasi visibile segno che la Santa Patrona dolorasse dell'imminente travaglio della diletta sua patria". Le macchie di ruggine visibili sulla statua vengono indicate oggi come il resto visibile di tale fenomeno.
Nel dopoguerra venne installato sopra il fonte battesimale il bassorilievo raffigurante San Giovanni Battista scolpito da Salvo Monica.

## Sacrestia
Presso la sacrestia del santuario sono documentati dipinti di pregio artistico.